# Ski or Die
Ski or Die è un videogioco di sport invernali pubblicato nel 1990 per Commodore 64 e MS-DOS e nel 1991 per Amiga dalla Electronic Arts; uscì anche una conversione per Nintendo Entertainment System edita dalla Ultra Games (versione NTSC) e dalla Palcom (versione PAL), due etichette secondarie della Konami. Ski or Die comprende cinque discipline, spesso basate sullo sci acrobatico e non corrispondenti a veri sport regolamentati, ed è ispirato al precedente Skate or Die!, che era basato invece sullo skateboard. Contiene product placement del marchio di snowboard Burton.

## Modalità di gioco
Si può scegliere di allenarsi, affrontare una singola disciplina, oppure affrontarle tutte e cinque in sequenza, in questo caso competendo per un punteggio totale basato sui vari piazzamenti. Più giocatori possono partecipare a turni, inoltre una delle discipline permette il gioco a due in simultanea.
Il menù iniziale è una schermata del negozio sportivo di Rodney (lo stesso personaggio punk che gestisce il negozio di Skate or Die), quindi si passa a una schermata dell'esterno dove si selezionano le discipline, muovendo uno sciatore verso l'area desiderata.
Le discipline sono:
- Snowball Blast: una battaglia di palle di neve con visuale in prima persona, controllando un mirino. Il giocatore si trova in una postazione centrale e può cambiare l'orientamento della visuale nelle quattro direzioni cardinali (solo due su Commodore 64). Deve colpire gli avversari che gli corrono attorno a varie distanze e tirano palle a loro volta. Possono apparire anche power-up da raccogliere colpendoli, tra i quali una vanga che elimina la neve accumulata subendo le palle avversarie.
- Downhill Blitz: una discesa con gli sci a scorrimento verticale su un percorso irregolare, con diramazioni, precipizi e interruzioni da saltare con acrobazie. I controlli sono di tipo rotatorio.
- Acro Aerials: si scende con gli sci da un grande trampolino con visuale divisa in più schermate. Smanettando il joystick si aumenta la velocità, poi una volta in aria si devono fare acrobazie e infine atterrare adeguatamente. Cinque giudici danno voti ai salti.
- Innertube Thrash: una gara tra due contendenti che scivolano lungo un pendio seduti sopra grosse camere d'aria, con scorrimento verso il basso, vagamente simile a un Toobin' sulla neve. Si gareggia in simultanea contro il computer o contro un altro giocatore umano. I contendenti possono ruotare su sé stessi e, se hanno raccolto un coltello, accoltellare la camera d'aria avversaria per farla rallentare; raccogliendo una pompa invece si ripara la propria.
- Snowboard Halfpipe: una corsa con lo snowboard dentro una pista con sezione a forma di U, con visuale in prospettiva da dietro il personaggio. Ci sono ostacoli da evitare e bonus da raccogliere, inoltre si guadagnano punti facendo acrobazie e saltando oltre il bordo della pista senza cadere. Lester, altro personaggio apparso in Skate or Die, fa una telecronaca scritta.